# Schöning (Familienname)
Schöning oder Schoening ist ein deutscher Familienname.

## Namensträger
- August Ernst von Schöning (1745–1807), preußischer Landrat
- August Peter von Schöning (1780–1858), preußischer Landrat
- Beate Krafft-Schöning (* 1965), deutsche Journalistin
- Carl Heinrich von Schöning (1750–1824), preußischer Landrat des Kreises Lebus
- Christian Stephan von Schöning (1751–1802), preußischer Landrat des Kreises Landsberg
- Christoph Friedrich von Schöning (1737–1797), preußischer Generalmajor
- Claus-Georg-Gustav Schöning (* 1992), deutscher Schauspieler
- Dietmar Schöning (1948–2024), deutscher Politiker (FDP)
- Emanuel von Schöning (1690–1757), preußischer Generalmajor
- Ernst von Schöning (1743–1823), preußischer Generalleutnant
- Friedrich Wilhelm von Schöning (1660–1730), preußischer Landrat des Kreises Landsberg
- Frithiof Schöning (1839–1893), schwedischer Sägewerksbesitzer und Politiker
- George Wilhelm von Schöning (1700–1745), preußischer Landrat des Kreises Landsberg
- Gerhard Schöning (1722–1780), norwegischer Historiker und Archivar, siehe Gerhard Schøning
- Hans Adam von Schöning (1641–1696), kurbrandenburgischer und kursächsischer Feldmarschall
- Hans Ehrenreich von Schöning (1648–1710), preußischer Generalmajor der Kavallerie
- Hans Friedrich von Schöning (1717–1787), preußischer Kammerpräsident
- Hans Wilhelm von Schöning (1786–1842), preußischer Landrat des Kreises  Züllichau-Schwiebus
- Hermann von Schöning (1825–1898), deutscher Politiker und Reichstagsabgeordneter
- Jacob Marius Schöning (1856–1934), norwegischer Politiker, siehe Jacob Marius Schøning
- Johann Schöning († nach 1499), deutsch-livländischer Politiker, Bürgermeister von Riga
- Johannes Schöning (1879–1966), deutscher Politiker (SPD)
- Julia Schöning (* 1974), deutsche Fernsehmoderatorin
- Jürgen Schöning (* 1944), deutscher Politiker
- Karin Schöning (* 1944), deutsche Filmeditorin
- Klaus Schöning (* 1936), deutscher Hörspielautor und Regisseur
- Kurd von Schöning (1789–1859), deutscher Generalmajor und Militärhistoriker
- Louise Eleonore von Schöning (1708–1784), deutsche Adlige
- Lüdecke Ernst von Schöning (1649–1693), kurbrandenburgischer und kursächsischer General
- Ludwig von Schöning-Megow (1822–1882), deutscher Offizier, Rittergutsbesitzer und Parlamentarier
- Lutz-Rüdiger Schöning (* 1939), deutscher Schriftsteller
- Matthias Schöning (* 1997), deutscher Kameramann
- Michael Josef Schöning, Professor für Biomedizintechnik an der FH Aachen
- Pete Schoening (1927–2004), US-amerikanischer Bergsteiger
- S. O. Schoening (Sascha Oskar Schoening; 1888–1949), deutscher Schauspieler
- Stephan Christian von Schöning (1751–1802), preußischer Landrat des Kreises Landsberg; siehe: Christian Stephan von Schöning
- Thomas Schöning († 1539), deutscher Geistlicher, Erzbischof von Riga
- Uwe Schöning (* 1955), deutscher Informatiker und Hochschullehrer
- Wilhelm von Schöning (1824–1902), preußischer Gutsbesitzer und Politiker
- Wilhelm Richard von Schöning (1709–1781), preußischer Landrat des Kreises Soldin